# Église Saint-Guibert de Mont-Saint-Guibert
L'église Saint-Guibert est une église catholique de style classique du XVIIIe siècle située sur le territoire de la commune belge de Mont-Saint-Guibert, en Brabant wallon.
Elle contient un remarquable mobilier de style baroque du XVIIIe siècle provenant de l'ancienne église des Augustins de Bruxelles, désacralisée en 1842 puis démolie en 1893 pour permettre la création de la place de Brouckère, dans le contexte du voûtement de la Senne et de la création des boulevards du centre de la ville de Bruxelles.

## Historique
Une charte du duc de Brabant Godefroid Ier de Louvain, datée de 1116, signale que ce « promontoire inculte » se prêterait bien à la construction d'une forteresse. En réaction, l'abbé de Gembloux transporte en ces lieux la châsse de saint Guibert, fondateur et saint patron de l'abbaye de Gembloux : une église consacrée à ce saint est alors bâtie à cet endroit et le village prend le nom de Mont-Saint-Guibert (Mons Sancti Guiberti en 1123, Mons Sancti Wiberti en 1213 et 1312,).
La paroisse a fait partie de l'évêché de Liège, du diocèse de Namur à partir de 1559, puis de l'archevêché de Malines après le concordat de 1801.
L'église actuelle a été érigée par l'architecte Pascal Huskin en 1792-1793, et restaurée en 1856-57 ainsi qu'en 1954,,.
Elle n'est pas classée comme monument historique mais figure à l'inventaire du patrimoine immobilier de la Région wallonne sous la référence 25068-INV-0012-02.

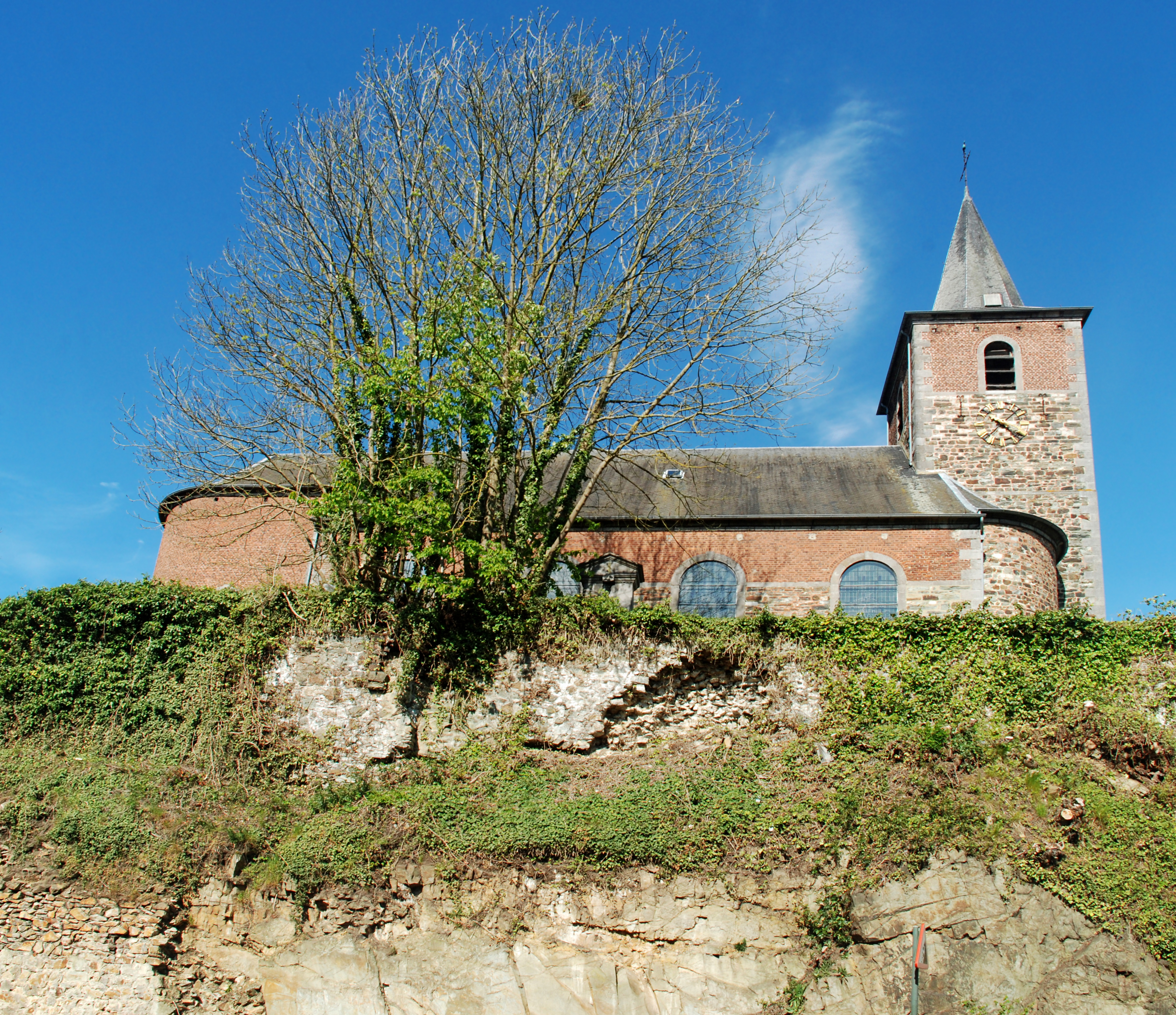
L'église sur son promontoire rocheux.

## Site
L'église domine le village de sa silhouette, dressée sur un escarpement rocheux délimité par la Grand-Place, la place du Peuple et la rue des Hayeffes.
Du fait de sa position sur cet éperon rocheux, elle présente une orientation singulière : la façade principale est dirigée vers le nord et le chevet est dirigé vers le sud.
Elle est entourée de l'ancien cimetière, qui a sans doute été fortifié, comme le laisse penser une tour d'angle semi-circulaire située au nord-est, le long de la place du Peuple.

L'église sur son éperon rocheux défendu par une tour fortifiée
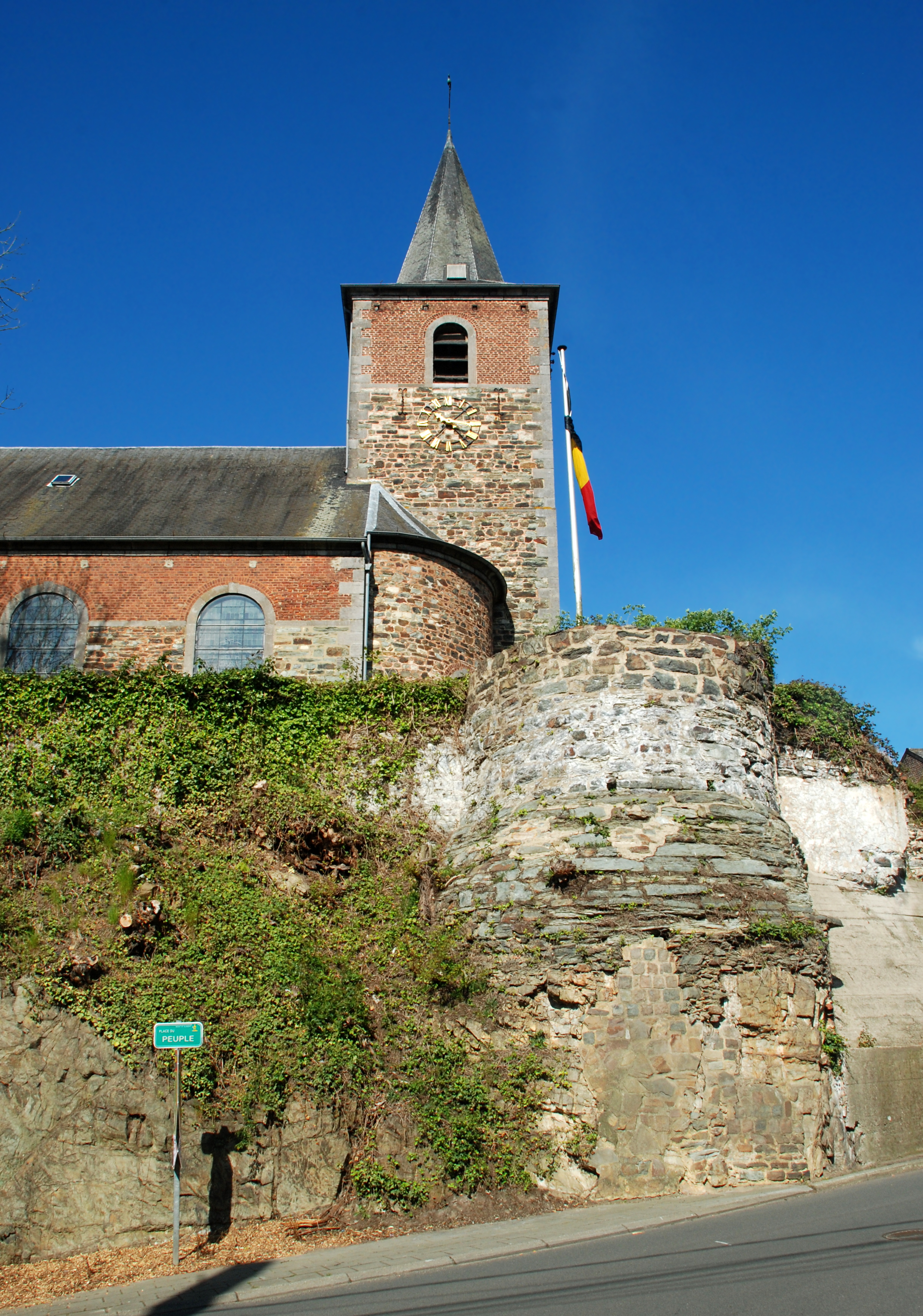
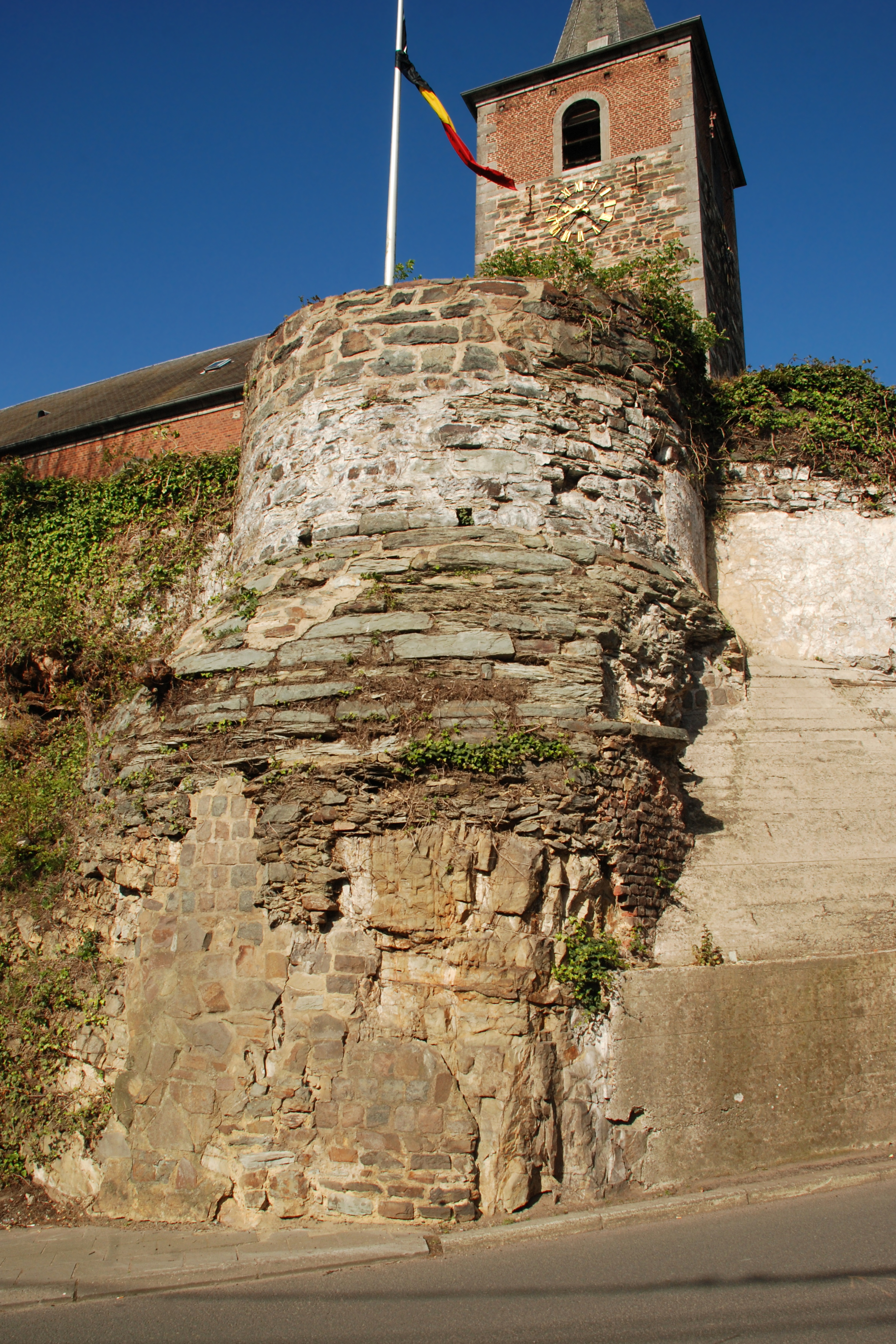
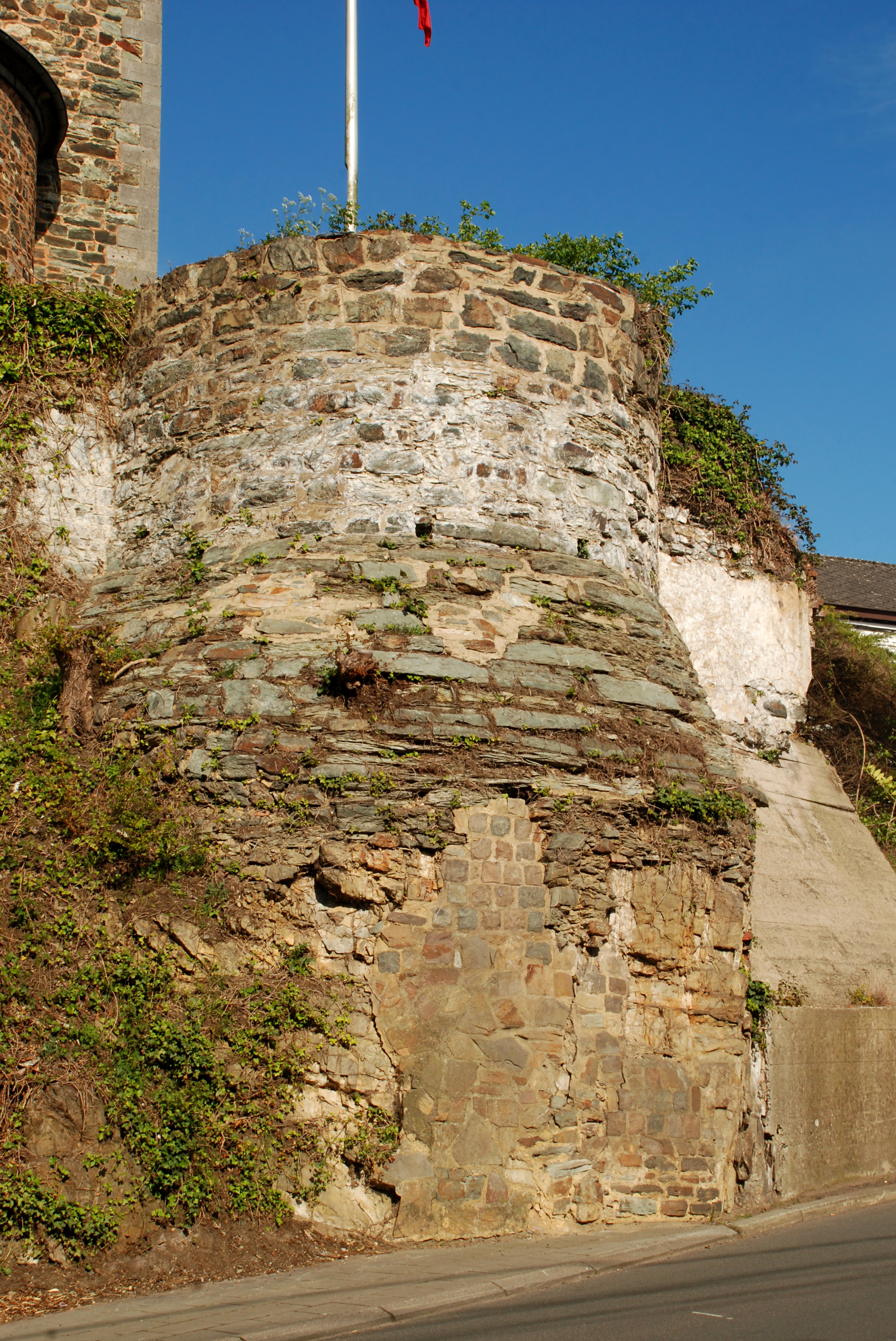
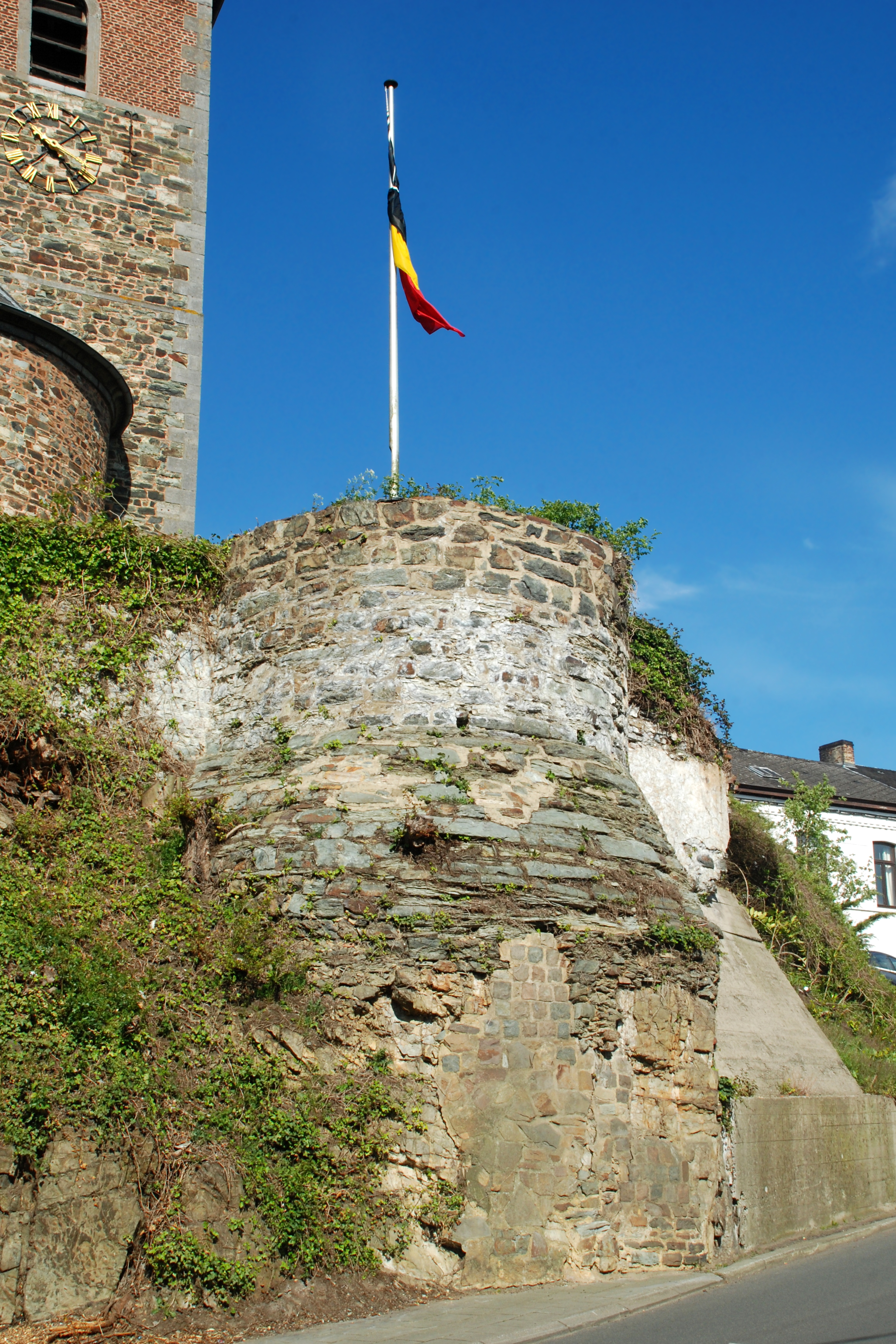

## Architecture extérieure

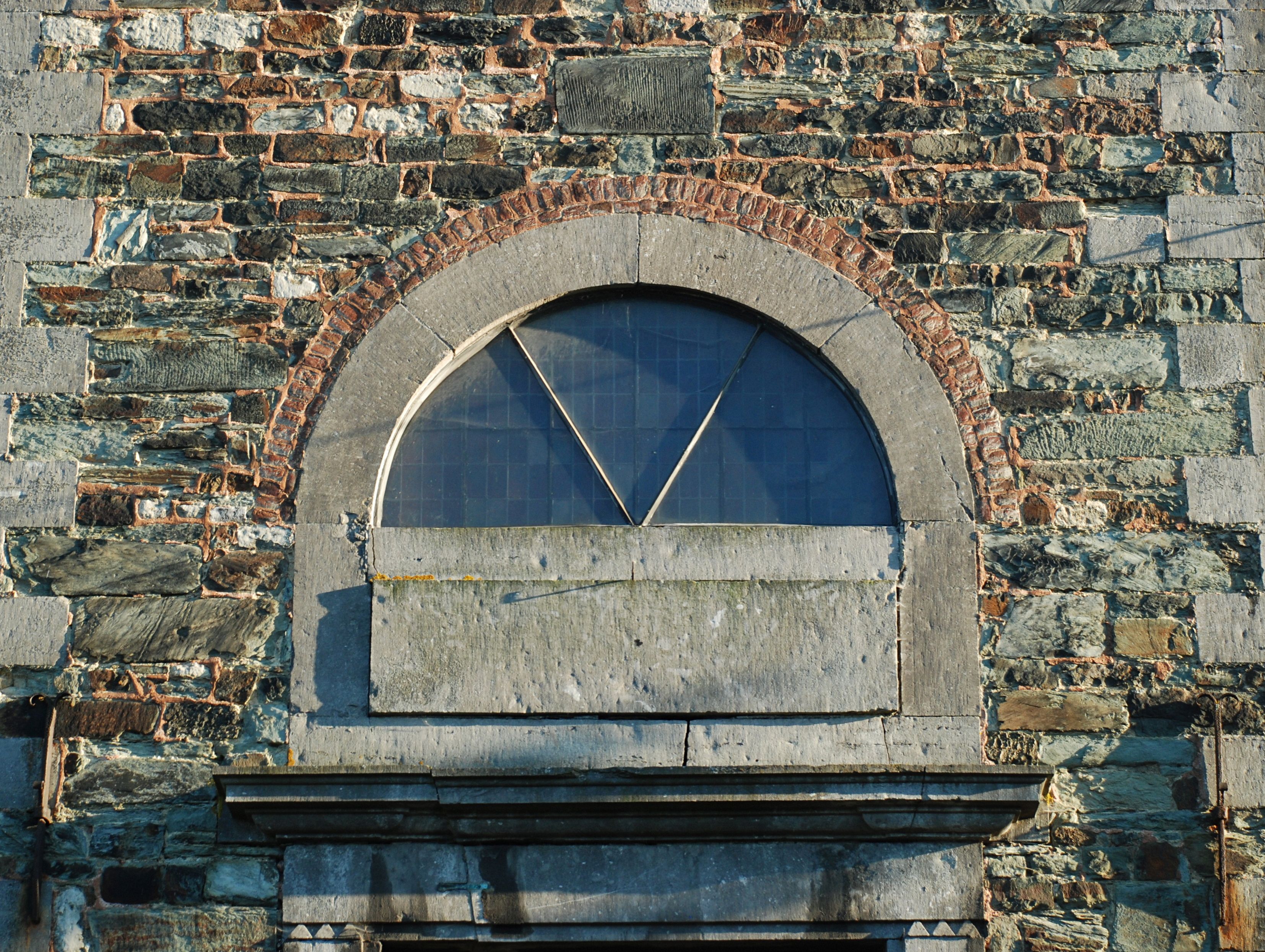
La baie en demi-lune qui surmonte le portail.

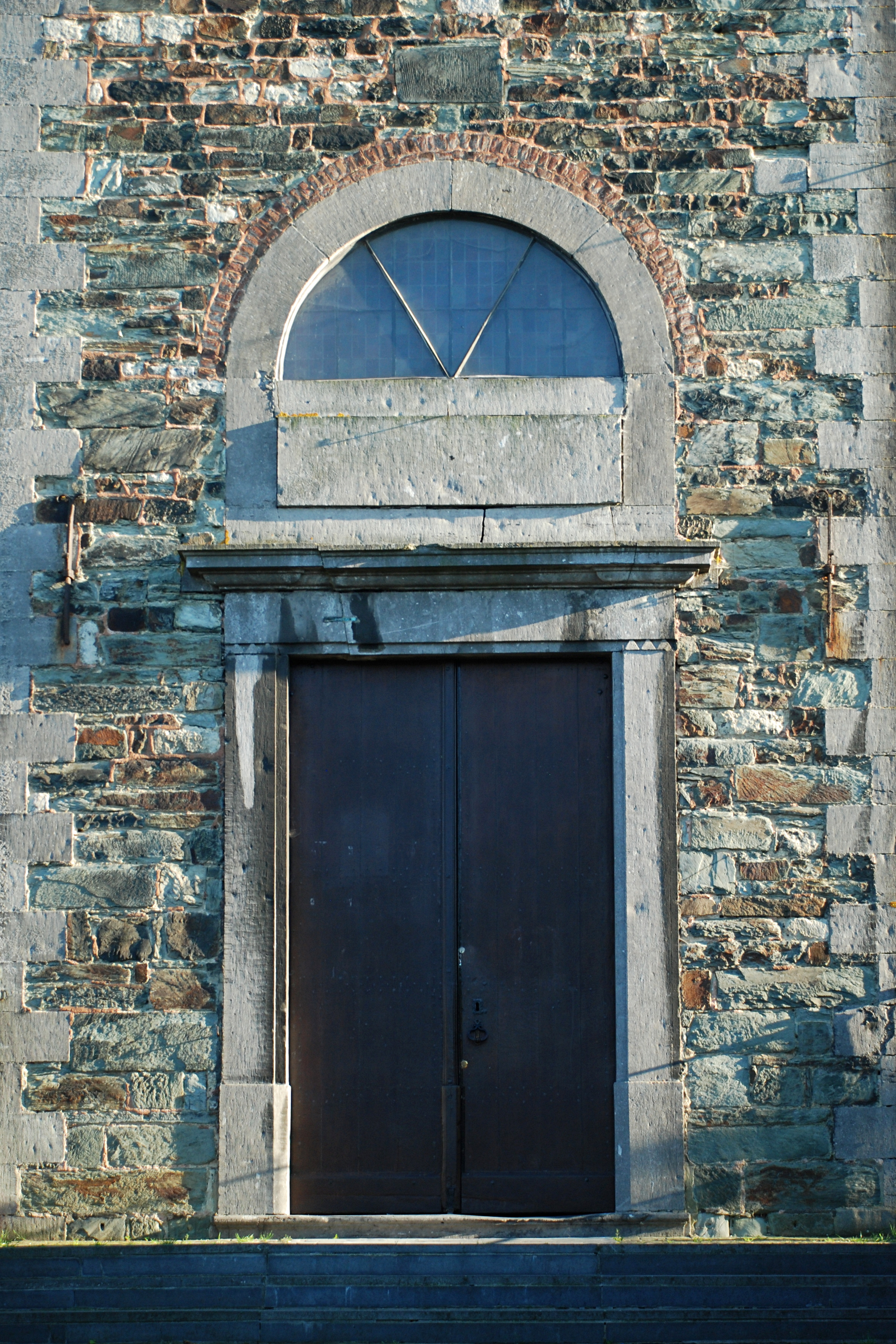
Le portail.

### Maçonnerie
Les murs de l'église sont faits de trois types de matériaux : la brique, des moellons locaux (quartzite de Blanmont et grès ferrugineux) et la pierre bleue, l'ardoise étant utilisée pour la toiture. Ces matériaux sont utilisés en proportions variables : les murs du clocher, des façades latérales et du chevet sont faits de moellons dans leur partie inférieure et de briques dans leur partie supérieure, tandis que la sacristie axiale et les annexes arrondies qui encadrent le clocher sont faites entièrement de moellons. Une petite annexe tardive qui flanque le chevet est réalisée, quant à elle, entièrement en briques.

### Le clocher
L'église présente au nord (rappelons qu'elle est orientée nord-sud) une tour carrée édifiée en moellons sur presque toute sa hauteur, seul le dernier niveau étant édifié en briques. De beaux chaînages d'angle en pierre bleue courent sur toute la hauteur du clocher.
La base du clocher est percée d'un portail de style classique en pierre bleue présentant pour toute ornementation un motif de gouttes à la verticale des piédroits. Ce portail est surmonté d'une baie en demi-lune sous double rouleau de brique et d'une meurtrière.
L'avant-dernier niveau porte des ancres de façade et une horloge à cadran noir et chiffres dorés sur trois des quatre faces. Le dernier niveau, fait de briques est séparé des niveaux en moellons par un cordon de pierre calcaire et percé sur ses quatre faces de baies campanaires (dont certaines à abat-sons) et de trous de boulin (trous destinés à ancrer les échafaudages) sous la corniche.
Le clocher est flanqué de chaque côté d'une annexe arrondie édifiée entièrement en moellons et percée d'un baie cintrée à encadrement de pierre bleue.

### Les façades latérales et le chevet

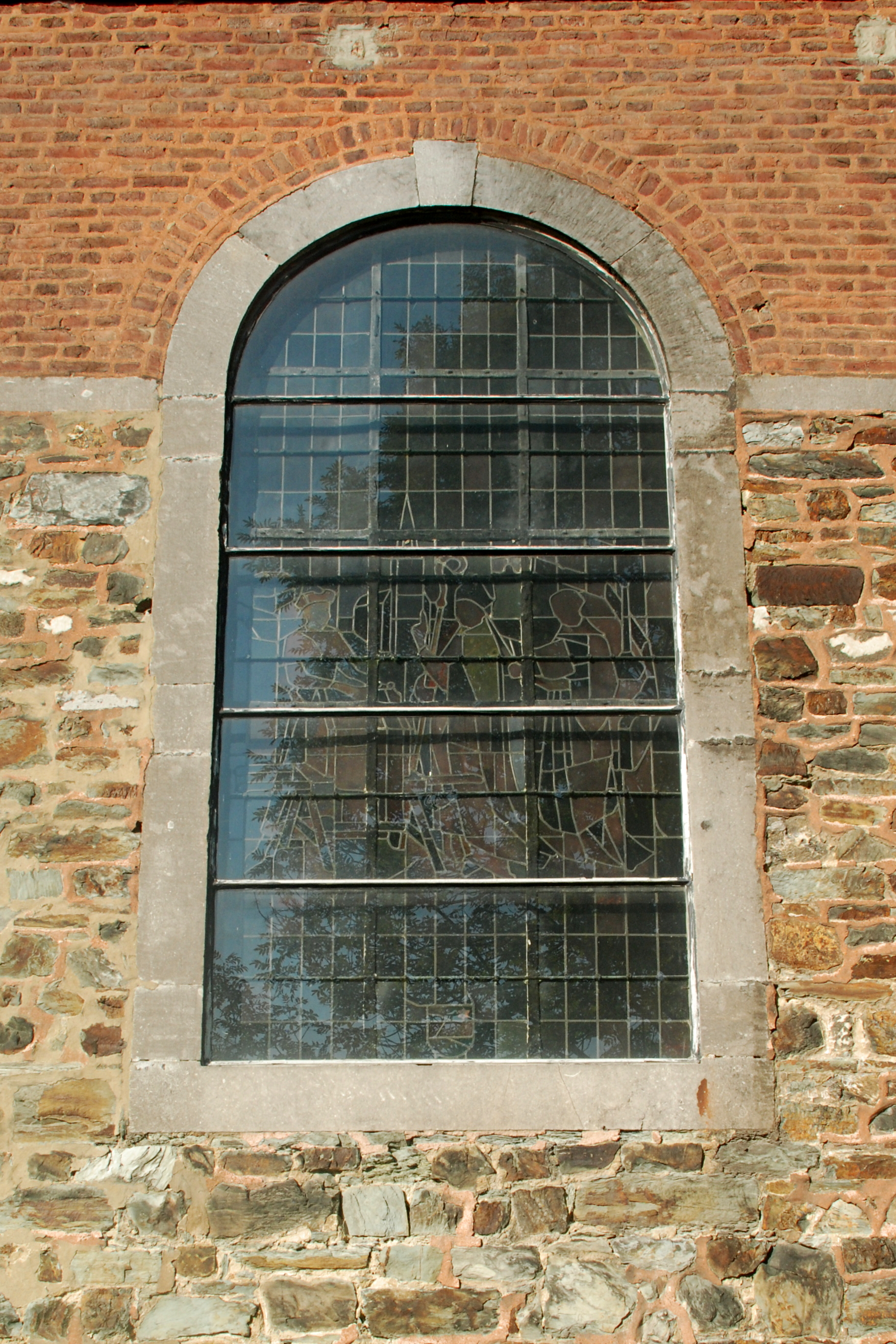
Fenêtre de la façade latérale.

Les façades latérales de la nef classique sont masquées par les collatéraux, dont la toiture prolonge celle de la nef.
Chacun des collatéraux présente une façade percée de quatre grandes fenêtres de style classique dont l'encadrement de pierre bleue est sommé d'un arc cintré en pierre sous double rouleau de brique. Ces façades latérales sont faites de moellons sur 3/4 de la hauteur et de briques dans la partie supérieure.
Au sud, le chevet, haut et imposant, est composé de deux travées de chœur et d'une abside semi-circulaire. 
Les deux travées de chœur sont percées de hautes fenêtres classiques, en tous points semblables à celles des collatéraux. Les murs du chevet sont faits de moellons pour la moitié inférieure et de briques pour la moitié supérieure.
Le chevet est prolongé dans l'axe par une petite sacristie de plan carré réalisée entièrement en moellons.

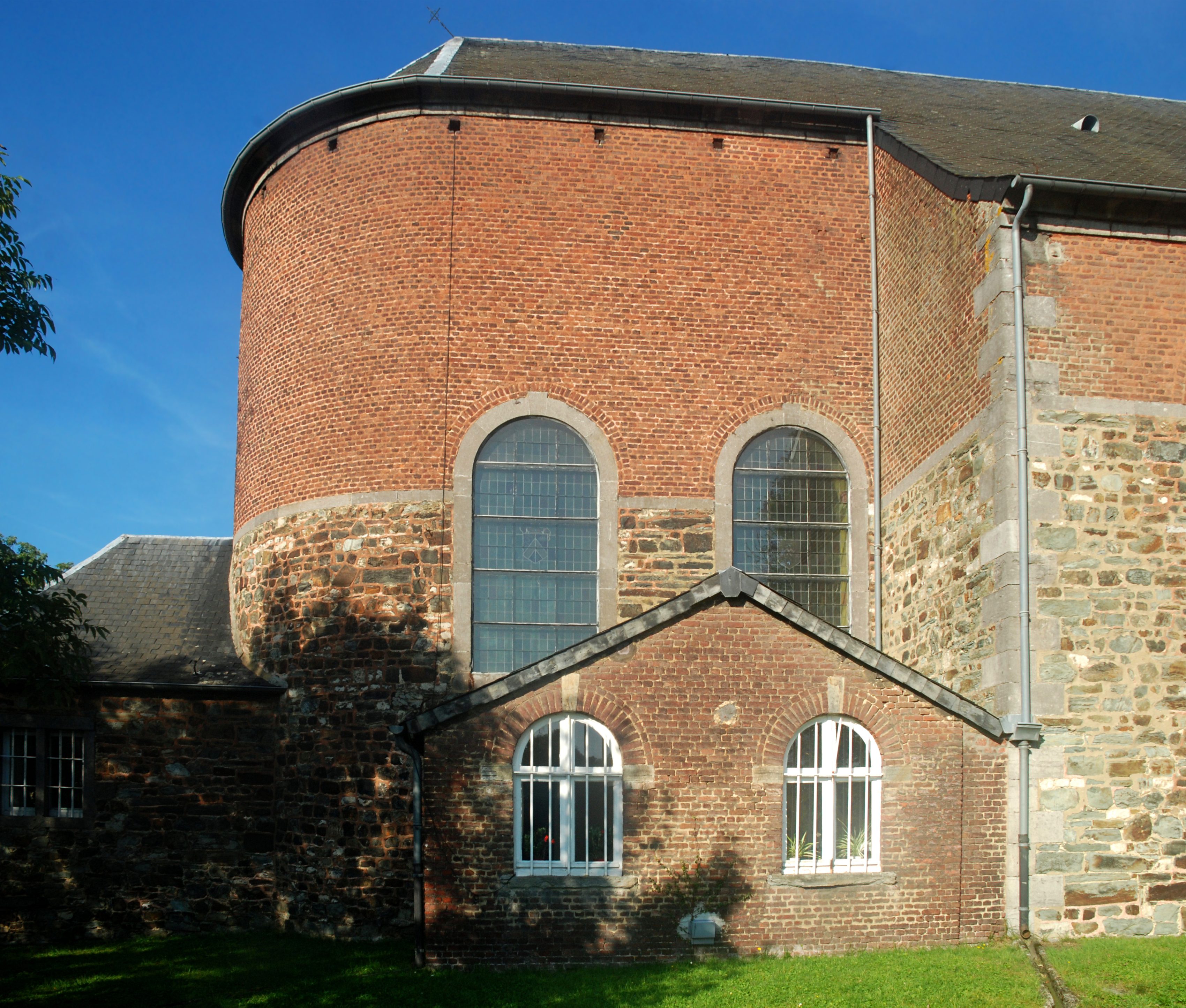
Le haut chevet classique.

## Architecture intérieure

### Plan et style
L'édifice présente un plan basilical sans transept, avec une nef de quatre travées flanquée de deux collatéraux, et un chœur prolongé par une abside semi-circulaire.
L'église est de style classique, les colonnes relevant de l'ordre toscan, « l'ordre antique le plus simple  et d'ailleurs le plus fréquemment employé dans les églises villageoises de l'époque » selon Duquenne.

### La nef

#### Description générale de la nef
L'église présente un intérieur lumineux peint en couleur crème, les ornements comme les chapiteaux et les corniches étant peints en blanc.
De plan basilical, elle est divisée en trois nefs par deux rangées de colonnes rondes, dont les extrêmes sont des colonnes engagées.
Chacune des colonnes est portée par un socle cubique en pierre bleue surmonté d'un tore et est sommée d'un chapiteau toscan peint en blanc.
La nef est surmontée d'un plafond plat qui se prolonge jusqu'au chœur. Ce plafond est souligné par une corniche continue prolongée dans le chœur et est divisé en plusieurs compartiments par des moulures. Certains compartiments sont ornés d'un décor en stuc constitué d'une rosette de feuillages.
Le pavement de la nef est constitué d'un dallage de marbre noir.
|  |  |  |

#### La chaire de vérité

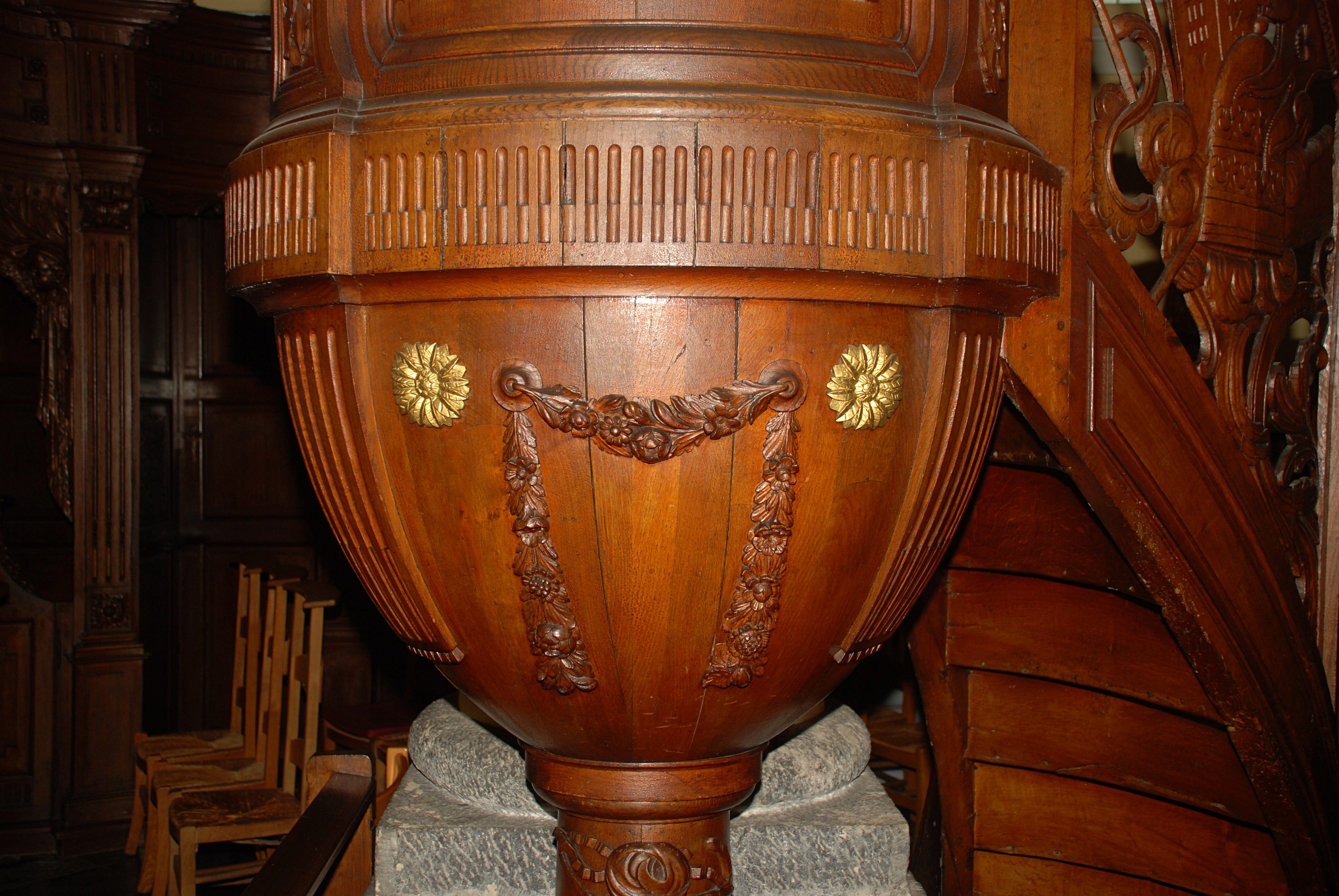
La base de la cuve.

La nef abrite une chaire de vérité en chêne sculpté, adossée à une colonne.
La chaire de forme circulaire, à laquelle un escalier tournant donne accès, est surmontée d'un abat-voix orné de la représentation du Saint-Esprit entouré de nuages et de rayons de lumière, et décoré de guirlandes et de nœuds.
Sa cuve est décorée d'un écusson frappé d'une couronne et des lettres « A » et « M » entrelacées, résumant la formule latine « Auspice Maria » que l'on peut traduire par « Sous la protection de Marie », suivies de la lettre « R » pour « Regina » (Reine). cet écusson est entouré de quatre rosettes dorées.
La base de la cuve est ornée de guirlandes et de rosettes dorées sur sa face antérieure et de rosettes sculptées dans le bois sur ses faces latérales. Elle est portée par une colonnette en chêne décorée de draperies et de cordons.
Sur la rampe de son escalier d'accès sont sculptées la tiare papale, la Bible, les tables de la Loi et la croix.
|  |  |  |  |

#### Les orgues
Le fond de la nef est occupé par un jubé en chêne qui porte les orgues de style classique.
Les colonnes torsadées en bois de chêne qui soutiennent la tribune d'orgue font partie du mobilier baroque du XVIIe siècle qui provient de l'ancienne église des Augustins à Bruxelles, et qui comprend également les confessionnaux et la statuaire du chœur (Dieu le Père, anges),. Impressionnantes par leurs dimensions, ces colonnes sont surmontées de beaux chapiteaux d'ordre composite en chêne sculpté.
Juste devant les orgues, le plafond de la nef est orné d'un motif peint et en relief figurant des violons, des hautbois, un pupitre et une couronne de fleurs.
|  |  |  |

### Le chœur

#### Description générale du chœur
Le chœur comporte deux travées de chœur et se termine par une abside semi-circulaire rythmée par de hauts pilastres toscans.
Aussi large et aussi haut que la nef, il en partage le plafond plat et ne possède donc pas d'arc triomphal.
Comme il possède par ailleurs le même type de fenêtres que la nef et est peint dans les mêmes couleurs (crème pour les surfaces et blanc pour les ornements), la transition entre la nef et le chœur est peu marquée.

#### Le maître-autel de style Empire
Le chœur abrite un maître-autel de dimensions relativement modestes si on le compare aux proportions du chœur, très haut et très vaste.
De style Empire, cet autel blanc et or est composé d'une table d'autel et d'un haut tabernacle sommé d'un globe surmonté d'un crucifix.

#### La statuaire baroque

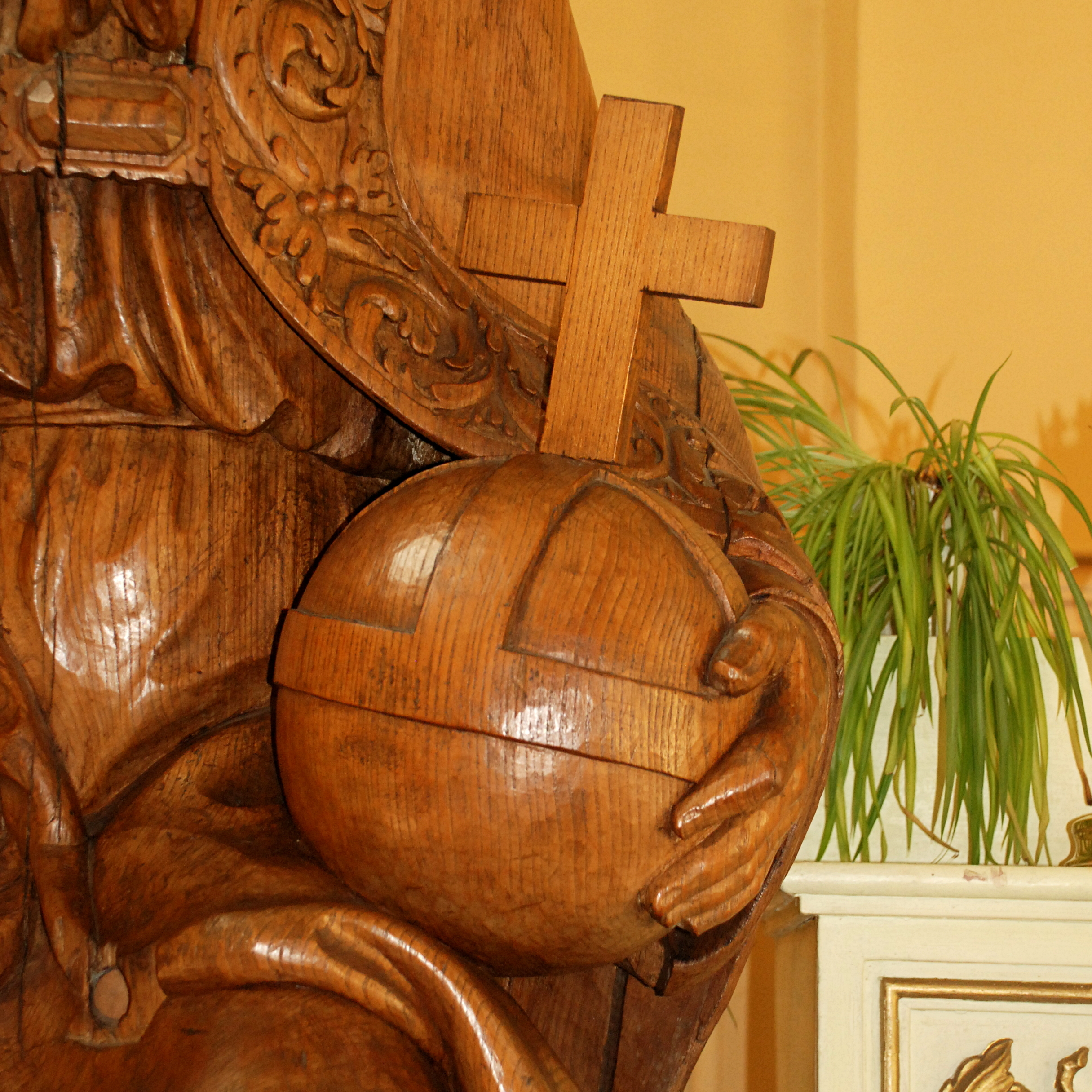
L'orbe.

Le chœur abrite par ailleurs une belle statuaire baroque en chêne venant, comme les confessionnaux et les colonnes torsadées qui soutiennent la tribune d'orgue, de l'ancienne église des Augustins à Bruxelles, désacralisée en 1842 puis démolie en 1893.
À gauche de l'autel se dresse une imposante statue en chêne de Dieu le Père bénissant de la main droite et retenant de la main gauche l'orbe posé sur ses genoux, un globe coiffé d'une croix symbolisant sa domination sur le monde.
Plus en avant se dressent, à gauche et à droite, deux belles statues en chêne figurant des anges coiffés de couronnes de laurier et habillés de toges au drapé élégant.
D'autres ornements en chêne sculpté sont fixés aux parois du chœur, comme une tête de chérubin ou encore deux anges fixés aux murs de l'abside, entre les pilastres.
|  |  |  |  |

### Les collatéraux
Les collatéraux abritent de beaux confessionnaux en chêne sculpté qui font partie du mobilier baroque du XVIIe siècle qui provient de l'ancienne église des Augustins à Bruxelles, et qui comprend comme il a été dit plus haut également les colonnes torsadées en bois de chêne qui soutiennent la tribune d'orgue ainsi que la statuaire du chœur (Dieu le Père, anges),.
Le confessionnal du « Révérend Père » est orné de deux anges tenant les instruments de la Passion du Christ (marteaux, clous et tenailles). Ces anges sont représentés sur un fond qui évoque la caisse d'une viole.
|  |  |  |

Le confessionnal de « Mr le Vicaire » est d'un type très semblable, avec des anges tenant le roseau de la Flagellation du Christ, tandis que celui de « Mr le Curé » est tout différent : sa loge médiane est flanquée de pilastres cannelés et ornée de belles draperies sculptées dans le chêne et ornées de têtes d'angelots.
|  |  |  |